# Lyman David Benson
Lyman David Benson (1909-1993) fue un botánico estadounidense.
Se especializó en la familia de Cactáceas.

## Algunas publicaciones
- 1957. Plant Classification. Ed. Heath, Boston. 688 pp.
- 1969. The Cacti of Arizona. 3ª ed. U.Arizona, Tucson. 218 pp. ISBN 0-8165-0509-8
- 1969. The Native Cacti of California. Ed. Stan. U, Stanford. 243 pp. ISBN 0-8047-0696-4
- 1981. Trees and Shrubs of the Southwestern Deserts. Ed. Univ. of Arizona. ISBN 0-8165-0591-8
- 1982. The Cacti of the United States and Canada. Stanford University Press. 1044 pp. ISBN 0-8047-0863-0

'
- La abreviatura «L.D.Benson» se emplea para indicar a Lyman David Benson como autoridad en la descripción y clasificación científica de los vegetales.[1]

Realizó una abundante identificación y nombramiento de nuevas spp., en IPNI hay 594 registros, publicando habitualmente en : Amer. J. Bot., Cact. Succ. J. (Los Angeles), Cactaceae (Britton & Rose), Cacti Ariz., Biol. Sci. Bull. Univ. Arizona, Leafl. W. Bot., Proc. Calif. Acad. Sci.